# Lancia Flaminia
Lancia Flaminia es un automóvil de turismo fabricado por la marca italiana Lancia entre los años 1957 y 1970.
El Flaminia, cuyo nombre fue tomado de la vía Flaminia que conduce de Roma a Rimini, tiene un chasis derivado del Lancia Aurelia, pero convenientemente actualizado y alargado. Estas mejoras también estaban presentes a nivel mecánico como suspensión delantera independiente, que incorpora doble trapecio, muelles helicoidales, amortiguadores telescópicos y barra estabilizadora. La suspensión trasera mantiene la configuración de Dion, con un transaxle montada en la parte trasera como en el Aurelia. Inicialmente, el Flaminia viene con frenos de tambor, que posteriormente fueron cambiados a discos. El diseño original del Flaminia de 1957, así como el de sus icónicos prototipos Lancia Florida I y II son obra de Pininfarina.

## Motores
| Año       | Cilindrada              | Configuración               | Potencia        | Notas                                         |
| --------- | ----------------------- | --------------------------- | --------------- | --------------------------------------------- |
| 1957–1961 | 2.5 L (2458 cc/149 in³) | V6 carburador               | 102 hp (76 kW)  |                                               |
| 1957–1962 | 2.5 L (2458 cc/149 in³) | V6 carburador               | 119 hp (89 kW)  | Versión de 2 puertas                          |
| 1961–1963 | 2.5 L (2458 cc/149 in³) | V6 carburador               | 110 hp (82 kW)  | Diferente carburador                          |
| 1957–1962 | 2.5 L (2458 cc/149 in³) | V6 Triple-carburador        | 140 hp (104 kW) | Originalmente fue una versión para la policía |
| 1962–1970 | 2.8 L (2775 cc/169 in³) | V6 Triple-barrel carburador | 128 hp (95 kW)  | Berlina                                       |
| 1962–1967 | 2.8 L (2775 cc/169 in³) | V6 Triple-barrel carburador | 136 hp (101 kW) | Coupé                                         |
| 1962–1967 | 2.8 L (2775 cc/169 in³) | V6 Triple-barrel carburador | 150 hp (112 kW) | Sport, Convertibile, GT, and GTL              |
| 1964–1967 | 2.8 L (2775 cc/169 in³) | V6 Triple-carburador        | 152 hp (113 kW) | Super Sport                                   |